# Папа Анаклетије
Свети Анаклит је био трећи римски папа (76-88?).
За светог Анаклита се тврди да је био Грк родом из Атине. Све до 1946. доказивано је у римокатоличкој историографији да је у питању четврти римски епископ по реду али је 1947. Annuario pontificio изашао са тврдњом да су Клит и Анаклит заправо иста личност. О Клиту говори Liber а о Анаклиту Catalogus liberianus. Овај пример речито говори о томе како је тешко доћи до истинитих сазнања о раним епископима.
И за овог епископа везан је велики догађај ондашњег доба. Дана 2. августа 79. године дошло је до велике ерупције вулкана Везув у близини Напуља када је лава прекрила градове Помпеју и Херкуланеум. Сведок овог догађаја је Плиније Млађи коме се обратио познати писац Тацит са молбом да га обавести о судбини његовог пријатеља Плинија Старијег. Плинијев опис заиста је апокалиптичан па су и тај догађај хришћани тумчили као знак да се приближава дан спасења односно други долазак Христов ради спасавања свих људи. Заиста хришћани тога времена искрено су веровали да је парусија односно други Христов долазак врло близу.
Година његове смрти није поуздано утврђена.